# Fritz Messner
Fritz Messner   (Berlin-Wilmersdorf, 18 de gener de 1912 - Khàrkiv, 7 de novembre de 1945), va ser un jugador d'hoquei sobre herba alemany que va competir durant la dècada de 1930.
El 1936 va prendre part en els Jocs Olímpics de Berlín, on va guanyar la medalla de plata com a membre de l'equip alemany en la competició d'hoquei sobre herba.
En el seu palmarès també destaca la lliga alemanya de 1940. Morí en un camp de concentració soviètic a la fi de la Segona Guerra Mundial.